# Radioplane Company

Логотип компанії в 1939 році

Компанія «Радіоплан» (англ. Radioplane Company) — американська авіаційна компанія, яка виготовляла безпілотні літальні апарати, що  використовувалися як повітряні мішені для стрільби. Під час Другої світової війни компанія виготовила понад 
9400 пропелерних монопланів моделі OQ-3, який став найвикористовуванішою повітряною ціллю в США. У період після Другої світової війни вони представили свою серію Радіоплан BTT, яка випускалася роками і врешті досягла майже 60 000 екземплярів. Вони також виготовили кілька ракет з радіоуправлінням і самонаведенням, найбільшою з яких була GAM-67 Crossbow, яка не надійшла на озброєння. У 1952 році компанію придбала корпорація Northrop, а в 1962 році вона переїхала на один із заводів Northrop. Одним з останніх проектів, здійснених на початковій фабриці Radioplane у Ван-Найс, штат Каліфорнія, було будівництво параплана Gemini .

## Історія

### Магазини Хобі Реджинальда Денні
Реджинальд Денні служив у Королівському льотному корпусі під час Першої світової війни, а після війни емігрував до Сполучених Штатів, щоб шукати щастя в Голлівуді як актор. Він був успішним актором другого плану в десятках фільмів і добре заробляв. Як і багато акторів того часу, він зайнявся польотами заради спорту в 1920-х роках. Але потім він втратив майже всі свої гроші, спекулюючи акціями нафти та гірничої промисловості. 
Між фільмами Денні випадково почув рокіт у сусідньому будинку та пішов дізнатися що там відбувається. Він знайшов сусідського сина, який намагався завести одну з перших радіокерованих моделей літаків. Денні намагався допомогти, але замість цього вони знищили модель. Намагаючись виправити це, Денні познайомився з новоствореною модельною індустрією, одна з яких переконала його взяти це як хобі. У 1934 році разом із партнером він відкрив невелику крамничку на Голлівудському бульварі, але через два роки вона припинила свою діяльність. 

### Reginald Denny Industries

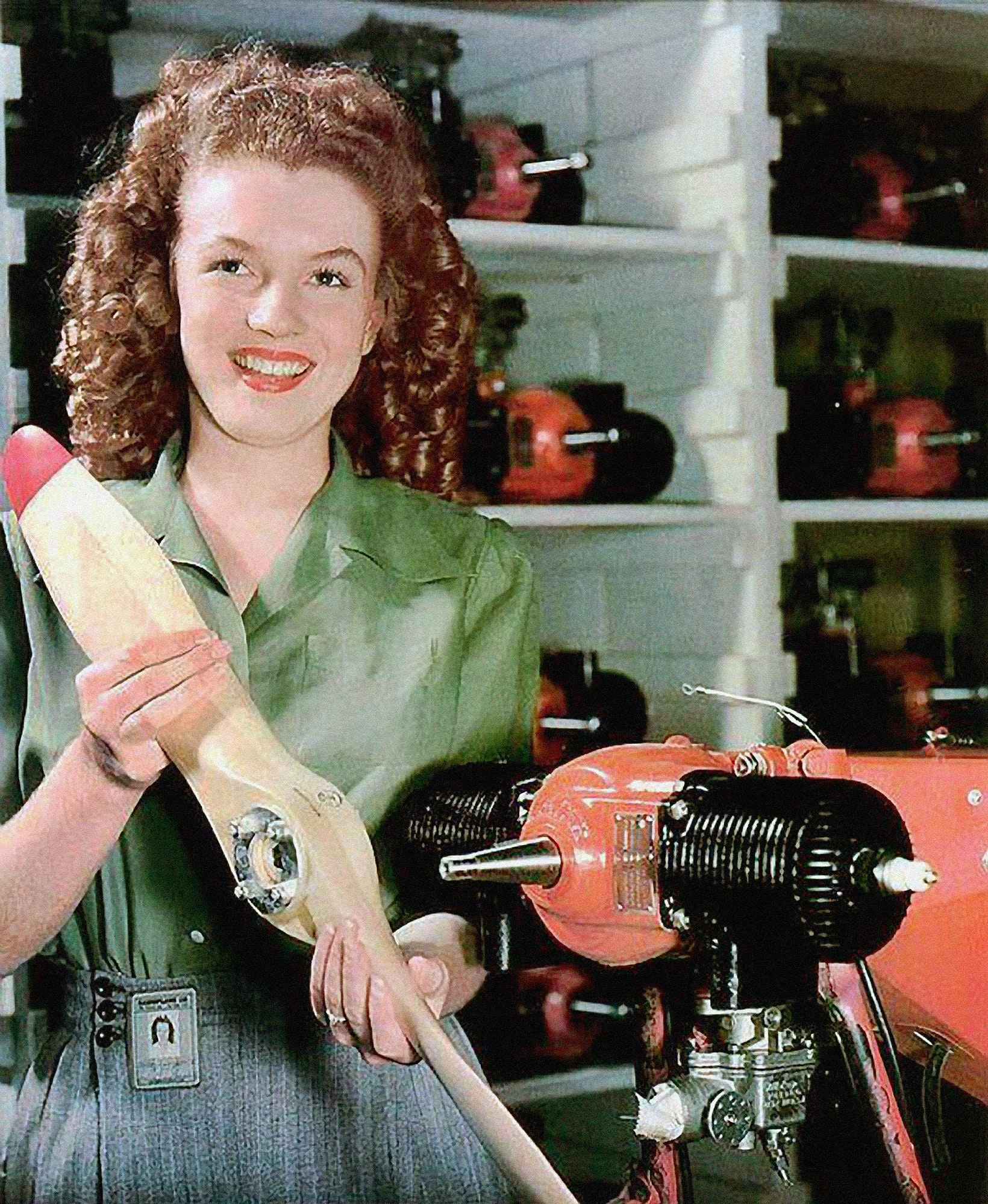
Норма Джин Догерті, пізніше відома як Мерілін Монро, була сфотографована під час роботи на заводі Radioplane у 1945 році. Дрон — OQ-3.

Денні звернувся (або до нього звернувся) Нельсон Пол Віттієр, онук піонера каліфорнійських квакерів Джона Грінліфа Віттієра . У 1935 році вони заснували Reginald Denny Industries для розробки нової радіокерованої моделі, і до них приєднався інженер-електротехнік Кеннет Кейс. Протягом наступних трьох років вони намагалися виготовити проект, відомий як Radioplane One, або RP-1, по суті, значно збільшену модель літака, укомплектовану зоною фюзеляжу, яка включала сходинку, де у справжньому літаку було лобове скло.  Система керування була заснована на телефонному наборі: наберіть 4, щоб ліфт спустився, а потім 2, щоб зупинити рух.  Через затримки в системі літак виявився майже некерованим. 
У 1936 році Денні зустрівся з генералом В. С. Тілем у форті Макартур у Лос-Анджелесі, який скаржився, що буксирування літаком мішені для стрільби коштує 300 доларів. Він також зазначив, що мішень летіла по прямій лінії, що робило її нереальною.  Денні припустив, що радіокерована модель може бути більш економічно ефективним рішенням. Намагаючись зацікавити армію США своєю розробкою, вони продемонстрували RP-1 у Дейл-Драй-Лейк 21 лютого 1938 року, але радіопристрій зламався, і апарат вийшов з ладу. 
Незважаючи на аварію, армія погодилася придбати три моделі за 11 000 доларів, якщо вони відповідатимуть певним вимогам щодо продуктивності. У 1938 році вони придбали нову конструкцію літака Фреда Харді та відповідний двигун у Волтера Райтера, який постачав двигуни для їхніх попередніх конструкцій. Вони почали продавати їх як «Dennyplane» з двигуном «Dennymite». Після продовження розробки, вони продемонстрували проект армії в березні 1939 року як RP-2, і це було набагато успішніше. 
У листопаді вони продемонстрували RP-3, який використовував зварні сталеві труби замість клеєної та прикрученої бальсової деревини для каркаса, і додав нову функцію парашута, який можна було активувати після завершення польоту, роблячи приземлення простим за рахунок натискання кнопки . Продовження тестування було проведено на Марч-Філд, на схід від Лос-Анджелеса . Ці перші випробування не були дуже успішними, але серія вдосконалень була швидко впроваджена в дизайн. У цей момент садиба Віттієр припинила подальше фінансування. 

### Компанія «Радіоплан»
Денні та Віттієр шукали банкірів, які б надали перехідне фінансування, і один із них зв'язав їх із Вітні Коллінз, віце-президентом Menasco Motors Company та починаючим підприємцем. Коллінз і Денні підрахували, що для того, щоб привести RP-3 до продуктивності, яка вимагалася початковим контрактом на 11 000 доларів, знадобилося б від 50 000 до 75 000 доларів США, але Коллінз був готовий ризикнути, з вірою в те, що це призведе до майбутнього успішного бізнесу. Коллінз і його партнер Гарольд Пауелл відокремили програму дронів від «Reginald Denny Hobby Shops» і створили компанію «Radioplane» з Денні та Віттіером. Пізніше Whittier був викуплений. 
Потрібен був ще один рік для розробок, перш ніж була завершена нова конструкція RP-4, яка була значно перероблена авіаінженером Феррісом Смітом . Тестування було проведено шляхом встановлення моделей на раму передньої частини Packard Twelve Senior і проїзду через Сухе озеро Мурок зі швидкістю до 120 миль за годину (190 км/год) .  Поряд зі значними змінами в аеродинаміці, нова конструкція включала гвинти, що обертаються пліч-о-пліч протилежно, щоб нейтралізувати крутний момент від двигуна Sidewinder, і триколісне шасі. RP-4 також використовував нову систему керування на основі джойстика, яку оператори визнали простішою у використанні. Три зразки були доставлені в армію, яка розмістила замовлення на додаткові 53 одиниці. 
Виробничі моделі були додатково модифіковані, і названі компанією «Radioplane» як RP-5, а в армії як Радіоплан OQ-2 . Доставка їх почалася в червні 1941 року

### Робота у військовий час

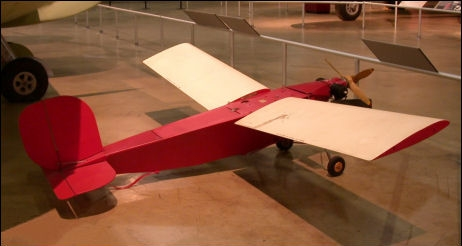
OQ-2 став першим великим успіхом компанії. Зверніть увагу на гвинти, що обертаються протилежно.

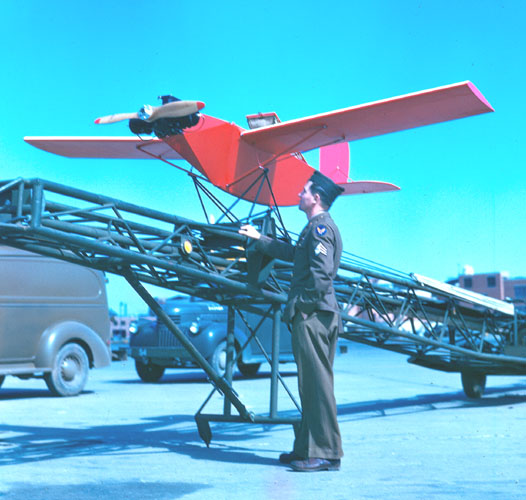
Було випущено понад 9400 дещо модифікованих OQ-3.

Замовлення почали надходити, і компанія розширилася до розмірів колишнього заводу Timm Aircraft на північно-східному куті аеропорту Ван-Найс у 1942 році, в той час як Timm Aircraft переїхав на західну сторону. Травень 1942 року приніс оновлений РП-5А, що відрізнявся насамперед двигуном Righter O-15-1 з 6,3 кс (4,7 кВт), що приводив в рух рядні гвинти, а не пліч-о-пліч, разом із шасі з хвостовою тягою. Армія придбала його як OQ-2A, що призвело до того, що ВМС США купили дещо модифіковану версію як TDD-1 для Target Drone, Denny, 1 . На морських моделях були відсутні шасі, які були марні на воді. OQ-2B мав полегшену конструкцію за рахунок просвердлення отворів у ребрах крила.
До 1943 року з'явився попит на більш швидку версію, що призвело до представлення в грудні OQ-3 або TDD-2. По суті, це була посилена версія OQ-2 з більш потужнішим двигуном O-15-3 із 8 кс (6 кВт), який дозволяв йому розвивати швидкість 103 милі за годину (166 км/год) .  Він також використовував один пропелер замість протилежного обертання як у OQ-2, оскільки вплив крутного моменту більше не хвилював операторів.  OQ-3/TDD-2 був найбільш виробленим безпілотником-радіопланом воєнної епохи, вироблено понад 9400 одиниць.
Саме на конвеєрі RP-5 у 1945 році армійський фотограф Девід Коновер побачив молоду жінку-монтажницю на ім'я Норма Джин Догерті, яка, на його думку, мала потенціал як модель. Її сфотографували під час роботи над OQ-3, що призвело до її появи у журналах та на постерах Пін-ап моделлю, яка незабаром змінила ім'я на Мерілін Монро .
У листопаді 1943 року компанія випустила OQ-7, по суті, OQ-3 з деякими доопрацюваннями та новим центральним розташуванням, злегка стрілоподібним крилом. Який досягав швидкості 112 миль за годину (180 км/год) але не був запущений у виробництво.
У квітні 1944 року була представлена абсолютно нова конструкція РП-8. Він оснащувався новим двигуном O-45-1 на 22 кс (16 кВт), що дозволяло йому досягати 141 миля за годину (227 км/год) . Він був прийнятий на озброєння як OQ-14 і TDD-3, а більший двигун O-45-35 використовувався на TDD-4 ВМС. РП-10 випробовував нове низькорозташоване крило на не модифікованому OQ-7. Новий чотирициліндровий двигун Righter O-45 на 22 кс (16 кВт) приводив в дію RP-14, який досягав швидкості 168 миль за годину (270 км/год) . Чотирициліндровий 60-сильний (45 кВт) двигун O-60 від McCulloch Motors Corporation забезпечував швидкість 195 миль за годину (314 км/год) на двох експериментальних RP-15 (OQ-6A) у листопаді 1944 року. Поєднання цього двигуна з абсолютно новим фюзеляжем і крилами з металевою обшивкою створило RP-19, який розвивав швидкість 140 миль за годину (230 км/год) . Було виготовлено близько 5200 апаратів OQ-14/TDD-3. Додавши більш потужний двигун O-45-35, було виготовлено OQ-17/TDD-4, але випущено лише невелику кількість.
До кінця війни заводська площа компанії розширилася з 979 квадратних футів у 1940 році до 69 500 квадратних футів, розташованих у п'яти будівлях, і постачала 50 дронів на день.  Під час Другої світової війни компанія разом із виробничим партнером Франкфортом виготовила майже п'ятнадцять тисяч дронів. Завод двигунів Righter залишився в Бербанку, і зрештою був придбаний компанією Radioplane у травні 1945 року 

### Післявоєнний час, та покупка компанією Northrop

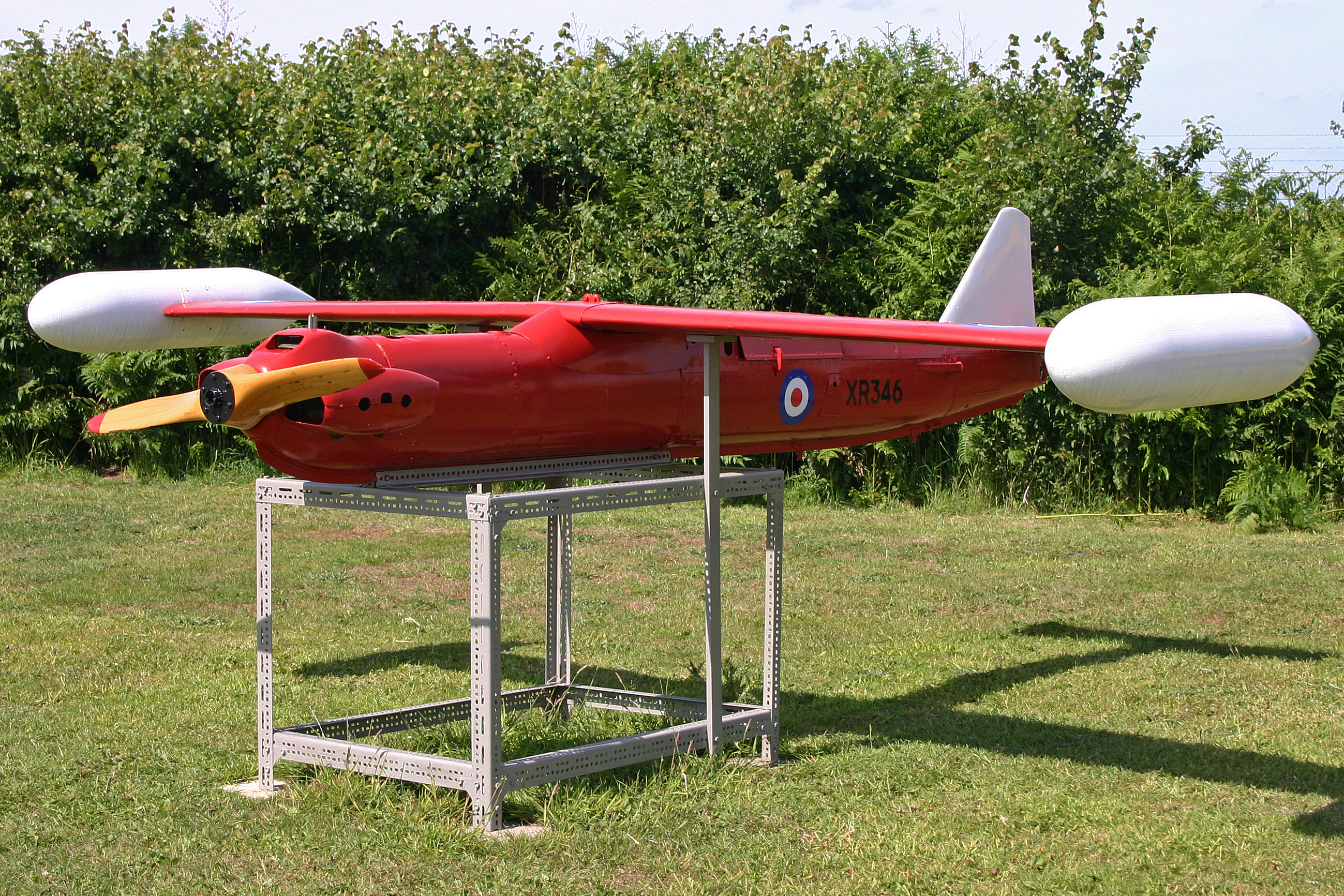
Shelduck став найбільшим успіхом компанії Radioplane, протягом кількох десятиліть було виготовлено 60 000 одиниць.

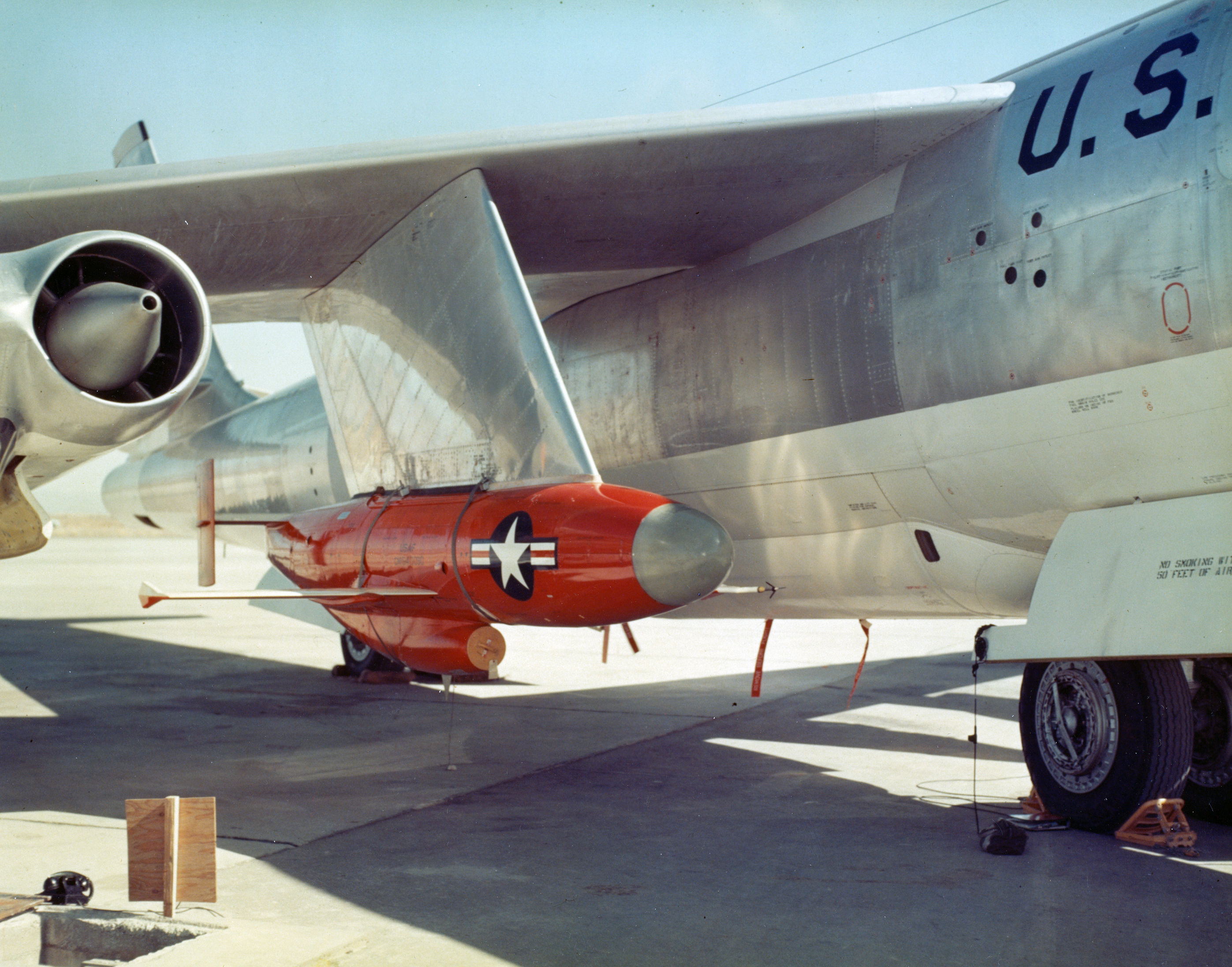
Арбалет дозволяв літакам ВПС США, таким як цей B-47, атакувати радянські ракетні об'єкти задовго до наближення до них.

Невдовзі після закінчення війни компанія підготувала звіт, спонсорований Управлінням військово-морських досліджень, із пропозиціями щодо невеликих літальних апаратів, здатних переносити одним морським піхотинецем над опроміненою територією під час десантного нападу.
Коли післявоєнне згортання почало набувати чинності, Денні зрештою продав свої 25 % акцій компанії Коллінз в 1948 році.
Наприкінці війни компанія почала розробку абсолютно нового безпілотника, відомого як Basic Training Target або BTT. На відміну від попередніх моделей, які зберегли деяку схожість із оригінальними моделями літаків, серія BTT мала металеву оболонку та набагато більш обтічний вигляд. Перші екземпляри мали двигун McCullough O-100-1 із 72 кс (54кВт) і могли досягати швидкості 220 миль за годину (350 км/год) і були розроблені таким чином, щоб з'являтися та летіти на 700 футах (210 метрах) дальності, як реактивний винищувач, що летить зі швидкістю 700 миль за годину (1 100 км/год) на діапазоні 300 ярдів (270 м). Він надійшов на озброєння в 1950 році, а деякі зразки використовувалися аж до 1980-х років.
Подальшим удосконаленням став OQ-19/KD2R-5 з двигуном Маккалоу на 95 кс (71 кВт), який підвищив швидкість до 230 миль за годину (370 км/год) . Вони включали кріплення на кінцях крил для краплеподібних радарних відбивачів, що дозволяло використовувати їх з різними гарматами та ракетами з радіолокаційним наведенням. Вони надійшли на озброєння як MQM-36 Shelduck і, зрештою, стали найбільшим успіхом компанії, майже 60 000 виготовлених апаратів на виробництві, яке тривало до 1980-х років. Модифікована версія Shelduck, RP-71 Falconer (MQM-57), додала автопілот і кріплення камери для розвідки на полі бою.
Для ще вищих швидкостей компанія почала експериментувати з імпульсними реактивними системами відразу після війни, створивши два експериментальних зразки, RP-21 і RP-26. У відповідь на вимогу новостворених ВПС США щодо високошвидкісних безпілотних літальних апаратів у 1950 році компанія представила радіоплан Q-1 з невеликим імпульсним реактивним літаком . Спроба побудувати версію з турбореактивним двигуном Continental YJ69 не знайшла замовлень, і цю роль перейняв Ryan Firebee Q-2. Всього було виготовлено лише кілька десятків Q-1. Потім реактивний Q-1 був використаний для розробки GAM-67 Crossbow, експериментальної протирадіаційної ракети великої дальності. У 1953 році вони почали розробку RP-61, надзвукового реактивного безпілотника, який оснащувався двигуном XJ81 і міг досягти 1,55 Маха. Згодом з'явилося кілька вдосконалених моделей, але було випущено лише 25.
Компанія Radioplane була придбана компанією Northrop у 1952 році, ставши Radioplane Division of Northrop. Пізніше фабрика переїхала на завод Northrop у Ньюбері-Парк, Каліфорнія, а назву було змінено на Ventura Division, Northrop Corporation.